# 天主教斯库台-普尔特总教区
天主教斯庫台-普爾特總教區（拉丁語：Archidioecesis Scodrensis-Pulatensis）是羅馬天主教在阿爾巴尼亞的一個教省總教區。下轄兩個教區。
教區第一位具名主教出現於378年。1867年3月14日與安蒂代利總教區合併。1886年10月8日成為教省總教區。2005年1月25日普爾特教區併入。
總教區範圍包括斯庫台州馬拉希阿馬達區和斯庫台區。2010年有教友164,900人，佔轄區總人口69.8%。教區下轄43個堂區，有59名司鐸。現任總主教為安哲羅·馬薩佛拉。